# Cementerio de la Cartuja (Burdeos)
El cementerio de la Cartuja o cimetiére de la Chartreuse es el mayor y más antiguo de los cementerios de la ciudad de Burdeos. 

## Historia
Cubre un área de 25,7 hectáreas. Fue construido a finales del siglo XVIII en los antiguos jardines del convento de los Cartujos. El barrio donde está, fue en otro tiempo una zona pantanosa hasta que, en 1610, el cardenal arzobispo François de Sourdis procedió a desecarlo con la ayuda de los cartujos. Los monjes construyeron su convento cartujo del que hoy sólo queda la puerta principal del cementerio.
Contiene una gran variedad de monumentos funerarios del siglo XIX, entre ellos pirámides y grandes mausoleos. Destaca, entre ellos, el monumento a los caídos en Argelia, inicialmente en la ciudad de Bujía (Argelia), ciudad hermanada con Burdeos en 1956, y trasladado a Burdeos en 1968. El monumento está hecho con 24 paneles de bronce que contienen listados de los caídos en las guerras mundiales de 1914-1918 y 1939-1945.
El 8 de abril de 1921 el cementerio fue clasificado como monumento histórico.
A este lugar llega la línea A del tranvía de Burdeos: stations Gaviniès, Hôtel de Police et Saint-Bruno-Hôtel de Région.

## Personalidades
Como ocurre en el cementerio de Père-Lachaise en Paris, numerosas personalidades han sido enterradas aquí. Entre ellas: 
- El pintor Francisco Goya (1746-1828), fallecido en Burdeos, cuyos restos descansan hoy en Madrid, España, pero que tiene un monumento dedicado a él en el cementerio.
- El político Charles-François Delacroix (1741-1805), padre del pintor Eugenio Delacroix (1798-1863).
- El general Élie Papin (1760-1825) y el corazón del general Moreau (1763-1813) quienes intervinieron en la Revolución Francesa.
- Los pintores Louis Cabié, Louis Dewis (1872-1946), Pierre Lacour (1745-1814), Maxime Lalanne (1827-1886),
- Los actores Ulysse Despeaux, Pierre Ligier (1796-1872), Marcel Tiber.
- Los músicos Charles Calendini, Germaine Bovie, Jacques Dejean (1919-2013).
- Los escultores Amédée Jouandot (1833-1884) y Dominique Fortuné Maggesi (1801-1892).
- La escritora Flora Tristan (1803-1844), mujer de letras y feminista, abuela del pintor Paul Gauguin (1848-1903)
- El Padre Chaminade (1761-1850), fundador de los Marianistas.
- Alexandre-Étienne Simiot (1807-1879), periodista y político local.
- Léo Drouyn (1816-1896), arquitecto, arqueólogo, pintor, diseñador y grabador francés.
- Aurélien Scholl (1833 - 1902), periodista, dramaturgo, columnista y novelista.
- Jean-Fernand Audeguil (1887-1956), diputado por la Gironde de 1936 à 1941 y de 1944 à 1956, alcalde de Burdeos de 1944 à 1947.

## Galería de Imágenes

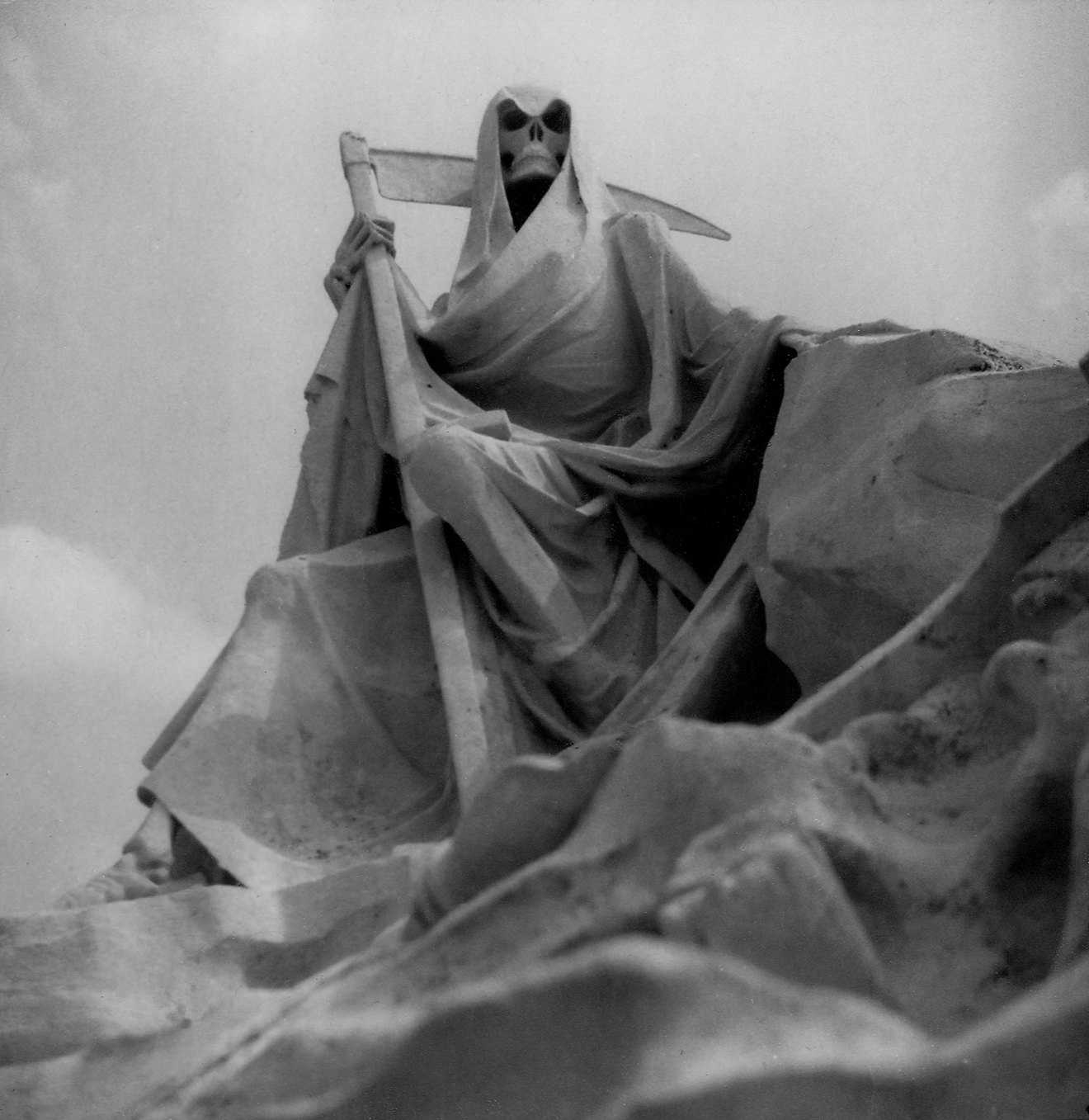
Sépulture del capitán Jean Catherineau (1802-1874)
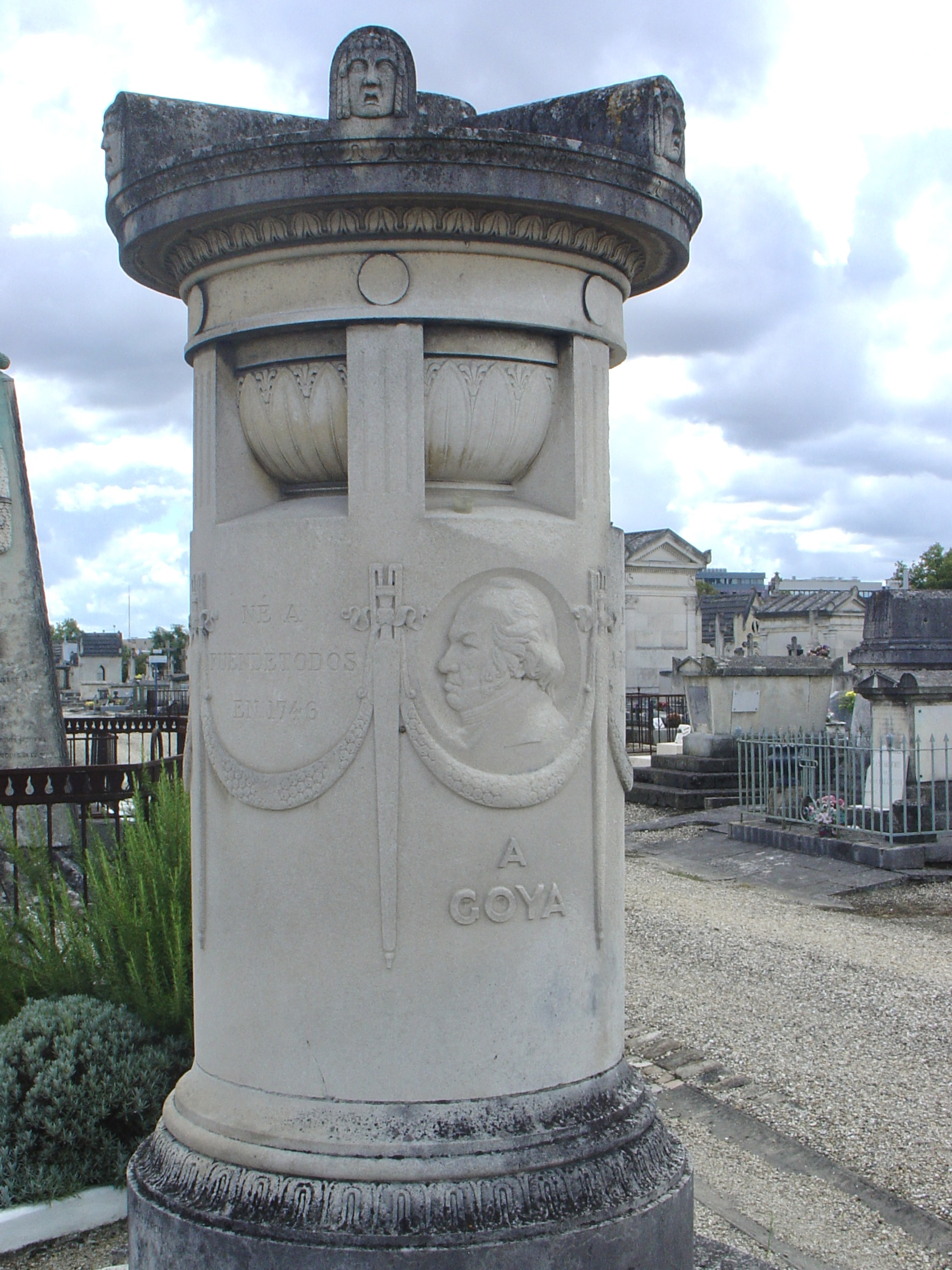
Monumento a Goya
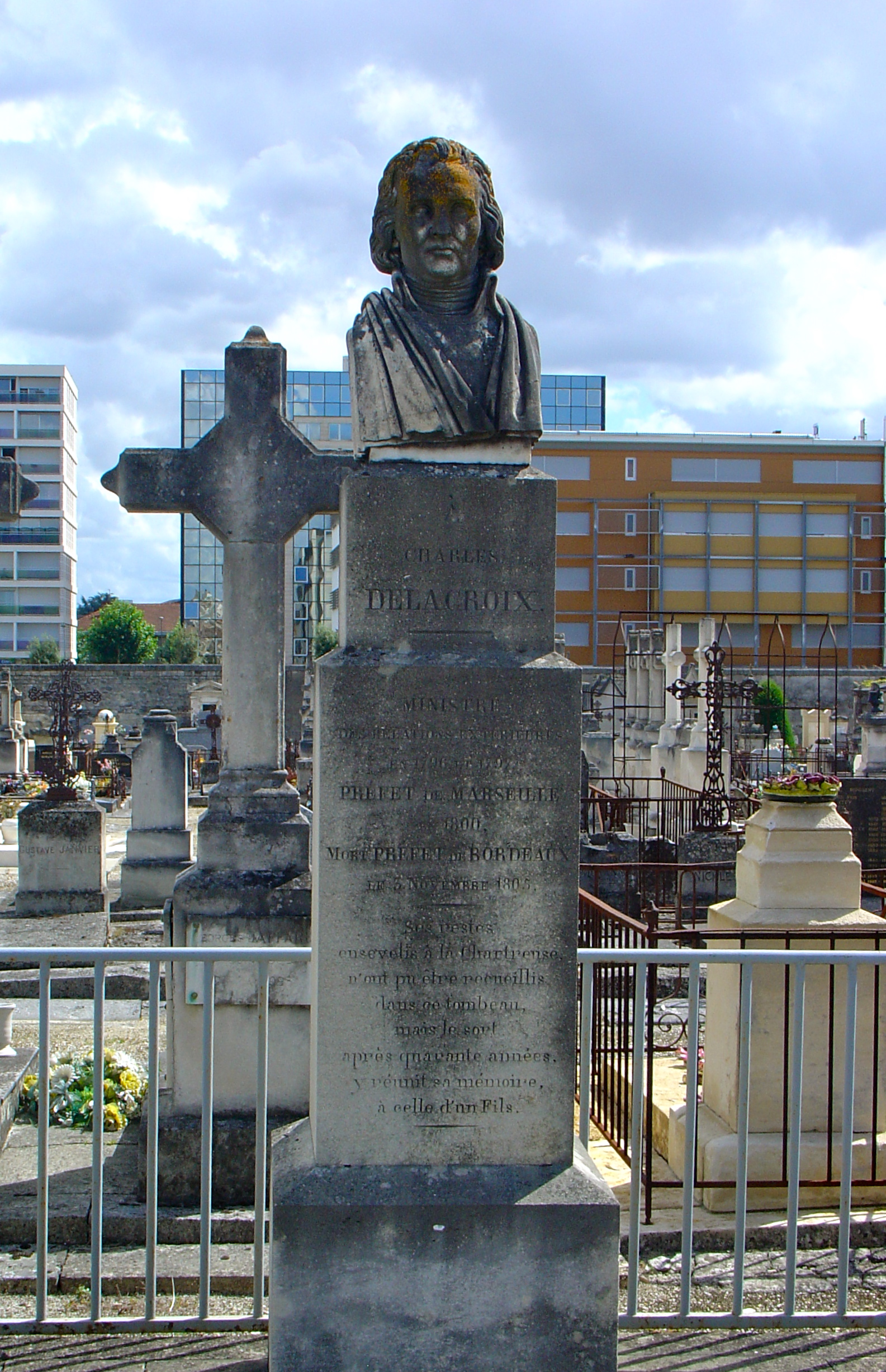
Tumba de Charles Delacroix
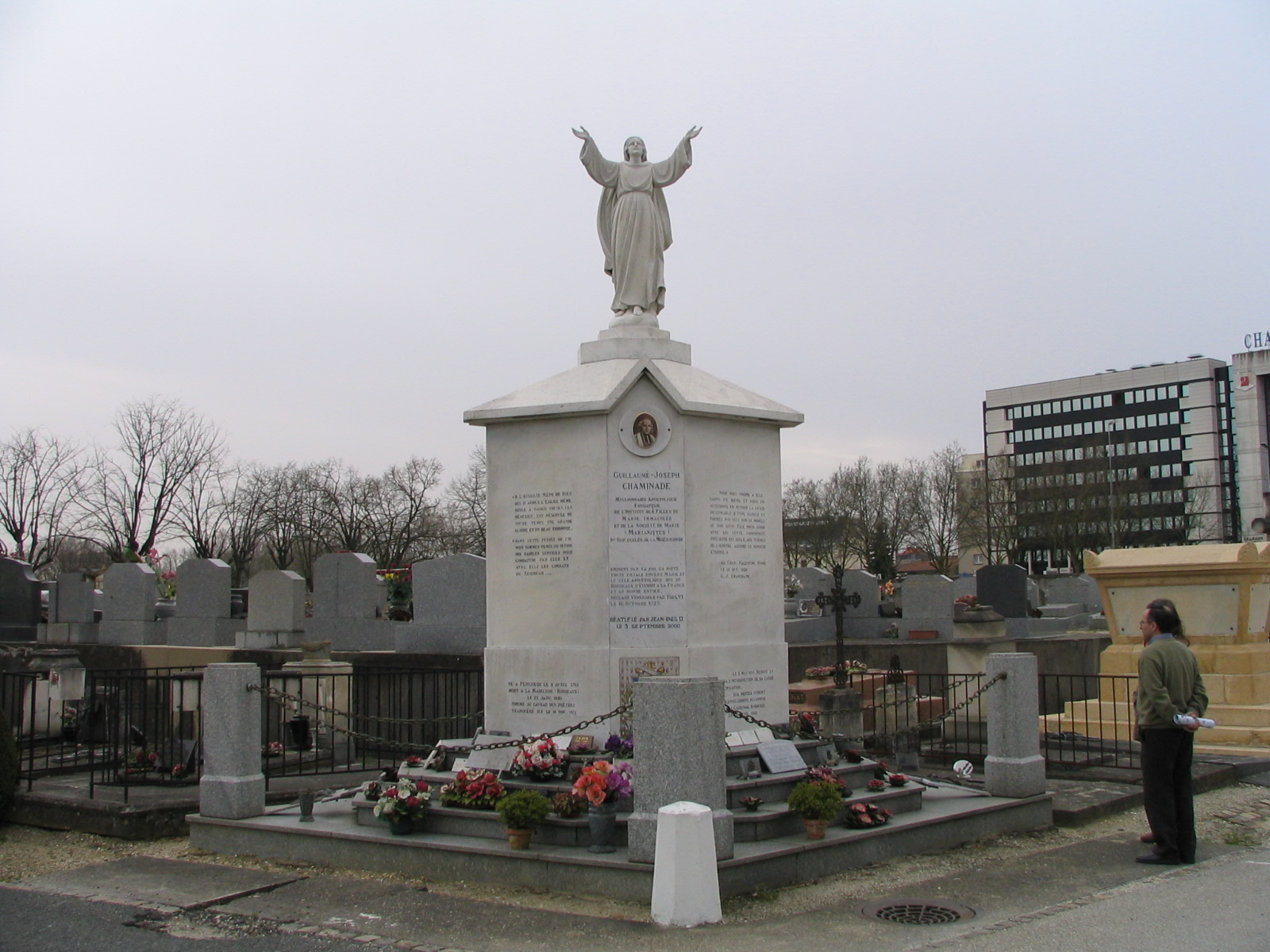
Tumba monumento del Padre Chaminade